# Callistemon nyallingensis
Callistemon nyallingensis är en myrtenväxtart som beskrevs av Molyneux. Callistemon nyallingensis ingår i släktet lampborstar, och familjen myrtenväxter. Inga underarter finns listade i Catalogue of Life.